# Mirteto

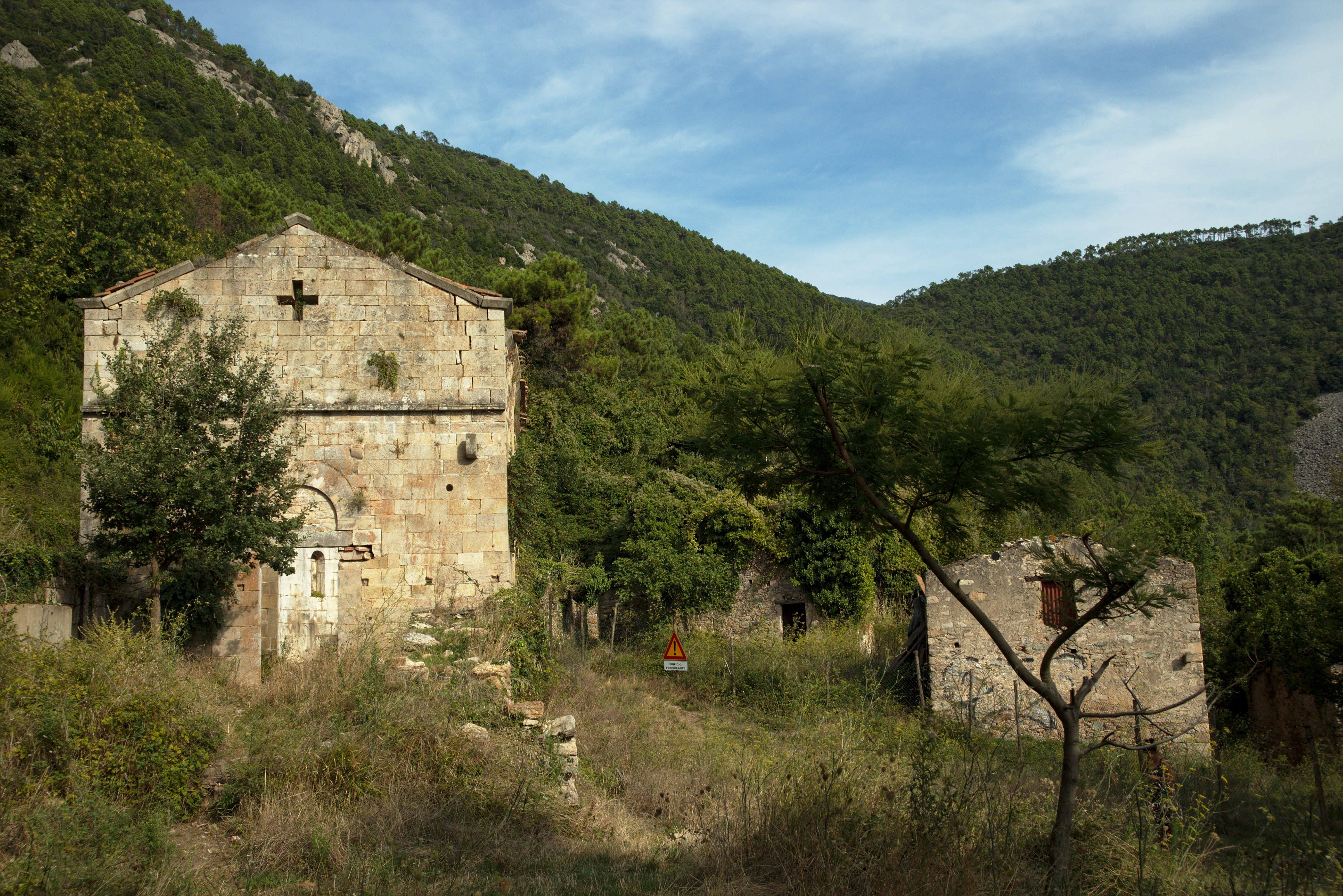
Il borgo di Mirteto con la chiesa di Santa Maria e alcuni edifici monastici in rovina

Mirteto è un piccolo borgo monastico sui Monti Pisani ricadente nel comune di San Giuliano Terme, attualmente in stato di abbandono.

## Descrizione
Si trova a circa 282 m s.l.m. sopra il paese di Asciano, nel comune di San Giuliano Terme. Giace nel solco segnato dal rio Foce Pennecchio, sul versante orientale del Monte Faeta.
Il complesso comprende una chiesa di stile romanico del XII secolo, intitolata a Santa Maria di Mirteto, all'epoca dipendente dalla Badia di San Michele alla Verruca. L'intero complesso fu danneggiato nel 1432 nell'ambito di una guerra locale e i monaci si trasferirono altrove. L'edificio religioso rimase attivo fino al XVIII secolo, diventando nel 1712 un oratorio privato. A metà del 1900 le ultime famiglie lasciarono completamente la zona, che rimase abbandonata.
Il complesso della chiesa e altri degli edifici, comprendenti abitazioni, forni e cantine, alcuni dei quali molto più moderni, è in stato di degrado e pericolante; l'accesso è vietato. Si nota la zona circostante al piccolo borgo disabitato, come un tempo fosse usata per coltivare dalla morfologia del terreno, inoltre si nota la presenza di un frutteto oramai spoglio ma ancora con qualche pianta di susino ottime da mangiare.
Il toponimo deriva dalla presenza di piante di mirto nell'area, per lo meno nel periodo in cui il monastero era ancora abitato.

## Accesso
Per arrivare al borgo di Mirteto, occorre prendere da Asciano Pisano il sentiero CAI 119 percorrendo la parte bassa della Valle delle Fonti (o Via delle Fonti). Superati il Cisternone e i vari bottini di raccolta delle acque, troviamo un ponticello su un torrente sulla sinistra indicato dal sentiero CAI 121 con le classiche righe rossa e bianca, il quale porta direttamente Mirteto dopo una breve mulattiera.

## Galleria d'immagini

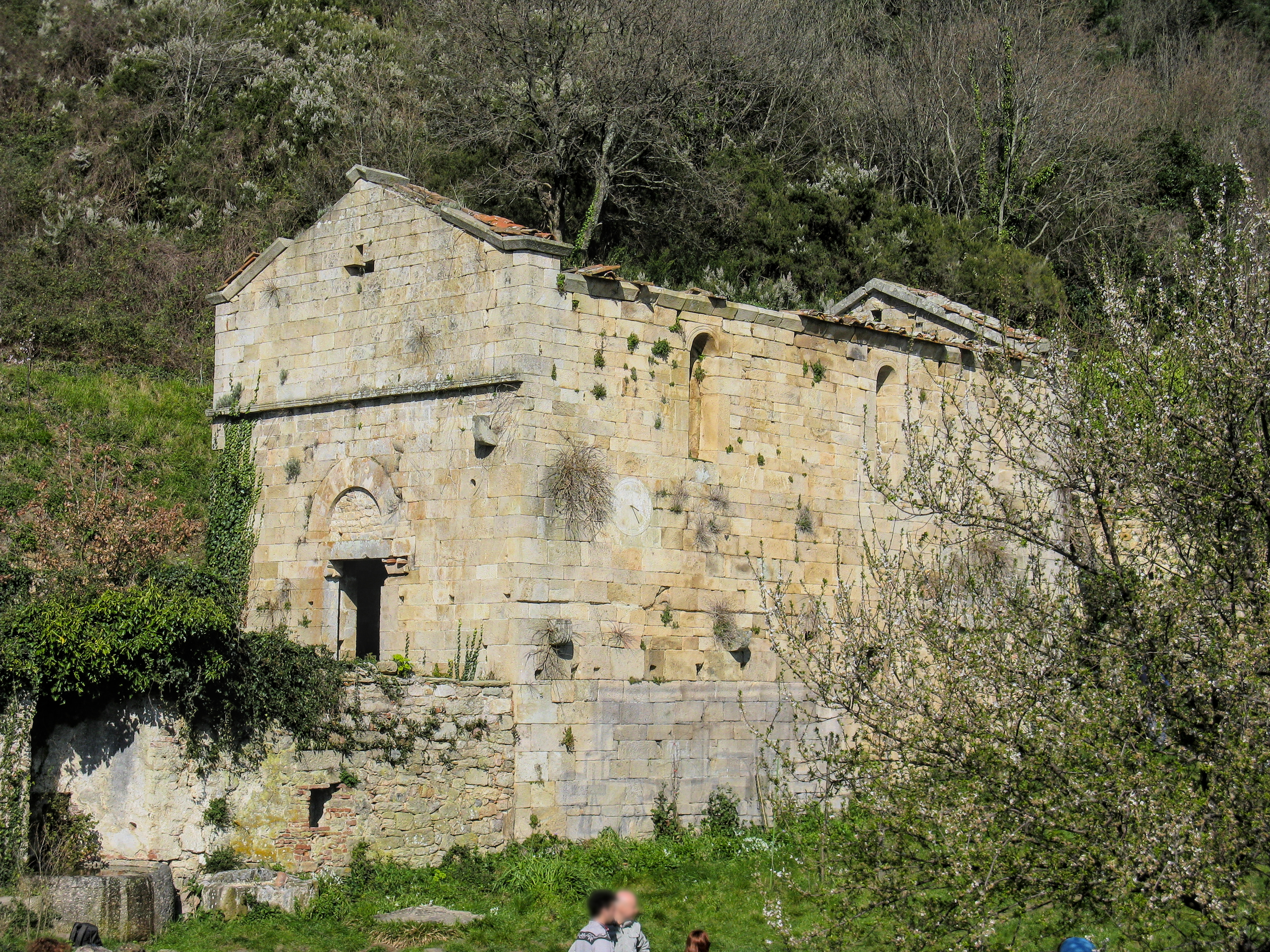
La chiesa
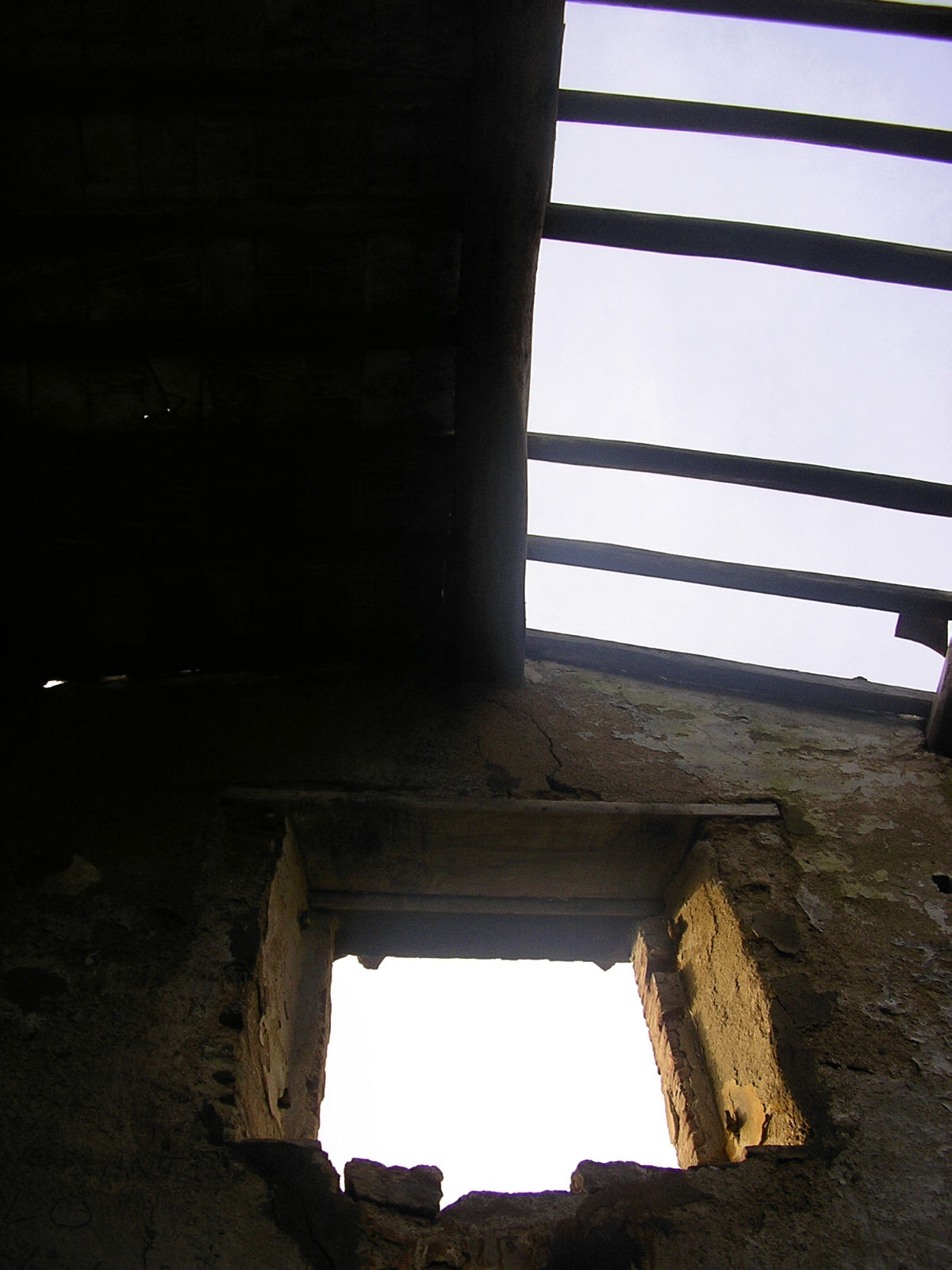
Interno di un edificio del monastero
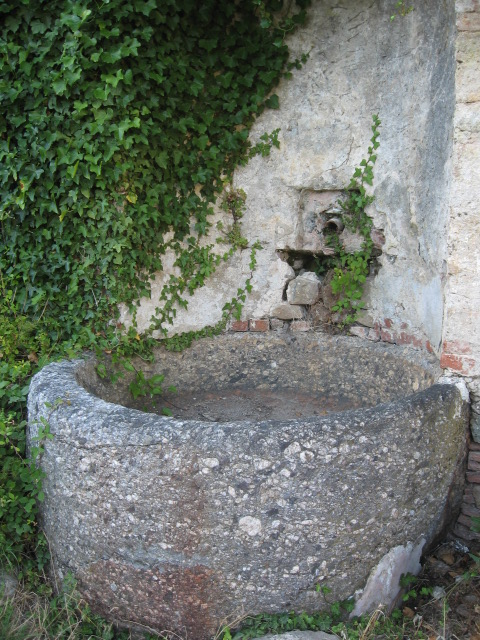
Antica fonte del monastero di Mirteto
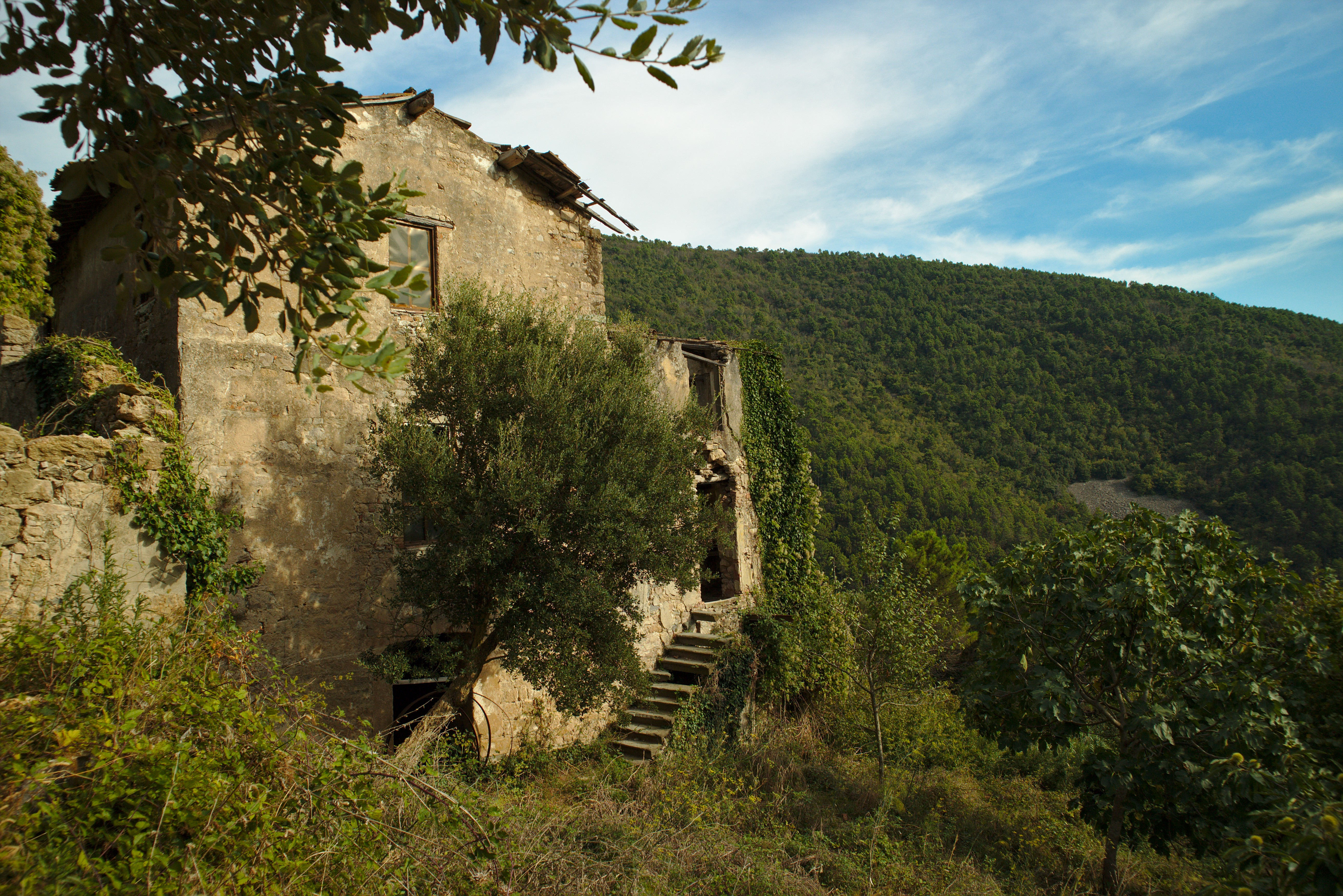
Sezione ovest del fabbricato del monastero
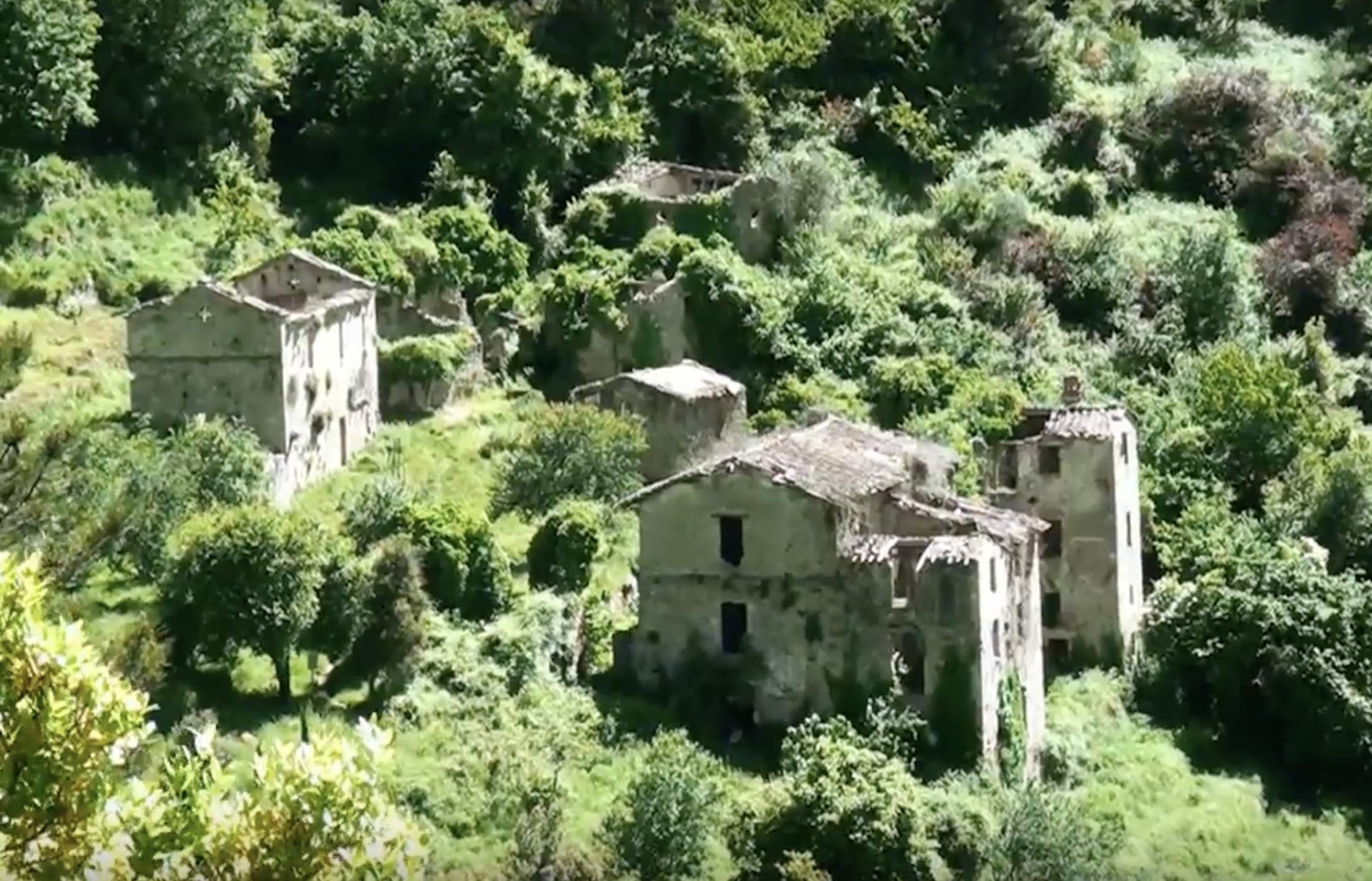
Veduta aerea del complesso monastico di Mirteto